# Mantophryne lateralis
Mantophryne lateralis és una espècie de granota de la família Microhylidae que viu a Papua Nova Guinea i Indonèsia.